# Эндерби, Кеппел Эрл
Кеппель Эрл «Кеп» Эндерби (англ. Keppel Earl «Kep» Enderby; 25 июня 1926 — 8 января 2015) — австралийский политик и судья; был членом Палаты представителей, представляя Австралийскую лейбористскую партию в период с 1970 по 1975 год, и стал старшим министром в правительстве Гофа Уитлэма. После окончания политической карьеры он был назначен судьей Верховного суда Нового Южного Уэльса.

## Ранние годы
Кеппель Эндерби родился 25 июня 1926 года в австралийском городе Даббо, штат Новый Южный Уэльс. Он получил образование в средней школе родного Даббо. Его родители были владельцами молочного бара в городе. Во время Второй мировой войны, с 1944 по 1945 год, Кеппель был летчиком-стажёром в Королевских австралийских военно-воздушных силах.
По окончании войны Эндерби начал изучал право в Сиднейском университете (с 1946 по 1950 год) и стал адвокатом в коллегии «Новый Южный Уэльс» в 1950 году. С 1950 по 1954 год он работал по специальности в Лондоне и, одновременно, учился в Лондонском университете. В тот период, он также играл в гольф в британских любительских и открытых чемпионатах — в 1951 и 1952 годах.
Кеппель Эндерби вернулся в Новый Южный Уэльс в 1955 году и начал практиковать; одновременно он читал лекции по юриспруденции в Сиднейском техническом колледже. Эндерби, совместно с Кеном Бакли, являлся активным сторонником создания Совета по гражданским свободам Нового Южного Уэльса и участвовал в его работе в 1950-х и 1960-х годах. В 1962 году он стал преподавателем права в Австралийском национальном университете в Канберре, а в 1966 — начал практиковать право в Канберре, продолжая преподавать на пол-ставки. В 1973 году он стал Королевским адвокатом (QC).

## Политическая карьера
В 1970 году Эндерби предварительный предварительный отбор кандидатов от Австралийской рабочей партии (ALP) для выборов по округу австралийской столичной территории (Division of Australian Capital Territory), после чего — был избран в Палату представителей на дополнительных выборах, состоявшихся после смерти Джима Фрейзера в апреле 1970 года. Будучи членом австралийской Палаты представителей, Кеп Эндерби принимал участие в парламентских дебатах по поводу наводнения в Канберре 1971 года. После победы Гофа Уитлэма на выборах 1972 года, Эндерби был назначен первым министром столичной территории и первым министром Северной территории в министерстве. Уже в октябре 1973 года он потерял обе эти должности, отчасти потому, что его «министерский портфель» возлагал на него обязанности по осуществлению политики, которая была непопулярна среди его электорате.
Вместо этого Эндерби стал министром промышленности и министром снабжения; он стал последним министром снабжения — пост, который был создан в начале Второй мировой войны и включал в себя ответственность за производство военной амуниции и боеприпасов, был объединён в должностью министра обрабатывающей промышленности в июне 1974 года. Именно в это время он сделал заявление, позднее ставшее его самым известным высказыванием: «Традиционно Австралия получает импорт из-за рубежа» (англ. Traditionally, Australia obtains its imports from overseas).
В феврале 1975 года, после назначения Лайонела Мерфи в Верховный суд Австралии, Эндерби стал генеральным прокурором и министром по таможенным вопросам и акцизам. Одним из первых его шагов стало создание законопроекта о декриминализации абортов и гомосексуализма на Австралийской столичной территории. Его портфель «Таможня» и «Акциз» были переименованы в «Полиция и таможня» в марте 1975 года, что являлось отражение решения правительства о создании федеральной Австралийской полиции.
Эндерби был избран на новое место представителя от Канберры на выборах 1974 года, но вскоре стал одним из многих лейбористов, потерявших свои места с поражением на выборах 1975 года, последовавшем за отставкой правительства Уитлэма.

## После политики
После этого Эндерби переехал в Сидней и вернулся к адвокатской практике. С 1982 года, до своей отставки в 1992 году, он являлся судьей Верховного суда штата Новый Южный Уэльс. В 1997 году он был назначен главой Совета по рассмотрению серьезных правонарушений — в этот период он заявил, что до 80 % заключенных страны вообще не должны находиться за решеткой. В июне 2000 года правительство штата Новый Южный Уэльс решило не назначать его повторно: было заявлено, что данный шаг никак не связан с его «откровенными взглядами».
Эндерби занимал ряд общественных должностей на протяжении всей своей карьеры: включая руководство региональным обществом по эвтаназии. Кроме того, после изучения эсперанто, в 1987 году Эндерби стал участвовать в организациях связанных с данным языком — в том числе, в качестве президента Австралийской ассоциации эсперанто (с 1992 по 1997 год). Он также был членом комитета Всемирной эсперанто-ассоциация с 1992 по 2004 год, президентом Юридической эсперанто-ассоциации (1996—2002) и президентом Всемирной ассоциации эсперанто (1998—2001).